# Halecia cognata
Halecia cognata es una especie de escarabajo del género Halecia, familia Buprestidae. Fue descrita científicamente por Thomson en 1878.